# Andreas Knie (Politiker)
Andreas Knie (* 13. April 1953) ist ein deutscher Arzt und ehemaliger Kommunalpolitiker (Freie Wähler).

## Werdegang
Knie war Vorsitzender der Freien Wählergemeinschaft Kaufbeuren und Mitglied im Vorstand der Freien Wähler Schwaben. Bei der Kommunalwahl im Frühjahr 1990 zog er in den Stadtrat der Stadt Kaufbeuren ein. 1992 wurde er zum Oberbürgermeister der Stadt gewählt. Von 1998 an war er Mitglied im Bezirkstag von Schwaben. Bei der Oberbürgermeisterwahl 2004 unterlag er dem CSU-Kandidaten Stefan Bosse.
Knie war bis 2004 Mitglied im Vorstand des Bayerischen Städtetags sowie im Präsidium des Deutschen Städtetags.